# Japanologie
Die akademische Disziplin und das Fach Japanologie (in ihrer sprachwissenschaftlich-philologischen Ausrichtung auch „Japanistik“; im umfassendsten Sinne früher auch Japankunde, heute Japanstudien von engl. Japanese Studies) beschäftigen sich mit der Erforschung und Lehre der Sprache und Kultur Japans in der geschichtlichen Entwicklung. Ziel der von verschiedenen methodisch-theoretisch fundierten Disziplinen, vor allem der Geistes- und Sozialwissenschaften, getragenen Forschungsdisziplin Japanologie und des auf ihr basierenden Lehrfachs, ist ein differenziertes und zugleich ganzheitliches Verständnis der japanischen Sprache und Kultur.
Seit der Öffnung des Landes für den Westen im Jahr 1854, insbesondere nach dem Russisch-Japanischen Krieg (1904/05) und vor allem nach Ende des Zweiten Weltkriegs 1945 ist Japan immer stärker ins Blickfeld Europas, Amerikas und schließlich der gesamten Welt gerückt. Unter „Japanologie“ bzw. „Japanistik“ oder „Japanstudien“ wird von Fall zu Fall sehr Verschiedenes verstanden. Schwerpunkte können zum Beispiel vormoderne Kultur und Geschichte, moderne Kultur und Geschichte oder Politik und Wirtschaft sein. Da Japan überwiegend durch seine sprachlichen Zeugnisse erforscht wird, spielt die praktische Ausbildung in der modernen Sprache des Alltags und der Medien eine wichtige Rolle. An manchen Instituten findet sich darüber hinaus noch eine klassische sprachwissenschaftlich-philologische Sprachausbildung einschließlich der vormodernen Sprachstufen und diverser Sprach- und Schriftstile seit dem 8. Jahrhundert einschließlich des ostasiatischen „Lateins“, der klassischen chinesischen Schriftsprache.

## Geschichte der deutschsprachigen Japanologie
Einer der Begründer der Japanforschung war gegen Ende des 17. Jahrhunderts der deutsche Forschungsreisende Engelbert Kaempfer. Ein weiterer „Vorreiter“ der Japanologie war Philipp Franz von Siebold, der wie Kaempfer in holländischen Diensten (Niederländische Ostindien-Kompanie) in Japan tätig war. Hervorgegangen aus der Orientalistik, etablierte sich die akademische Japanologie als eigenständige wissenschaftliche Disziplin gegen Ende des 19. Jahrhunderts, im deutschen Sprachgebiet zuerst in Wien (August Pfizmaier) und Berlin (Seminar für Orientalische Sprachen). Den ersten Lehrstuhl für Japanologie nahm Karl Florenz 1914 am Kolonialinstitut der späteren Universität Hamburg ein. 
Im Ersten Weltkrieg standen sich Japan und Deutschland als Kriegsgegner gegenüber. So erklärt sich, dass die Außenbeziehungen – auch die kulturellen – der beiden Länder zueinander in den 1920er Jahren kaum eine Rolle spielten. Erst im Nationalsozialismus fand wieder eine Annäherung statt. In den 1930er Jahren traten vergleichsweise viele Japanologen in eine enge Beziehung zum nationalsozialistischen System, was auch in der Thematik und der Sprache japanologischer Werke aus dieser Zeit abzulesen ist: Vielfach ging es darum, die „Achse Berlin-Tokyo“ zu stärken und die Gemeinsamkeiten von japanischem und deutschem Rassismus und Nationalismus positiv hervorzuheben. So war z. B. der Shintō, der zu dieser Zeit in Japan als nationalistische Ideologie umgedeutet wurde, auch in der deutschsprachigen Japanologie ein wichtiges Thema. 
Eine Sonderstellung im deutschen Sprachraum nahm die Japanologie an der Universität Wien ein. Hier entstand 1939 ein Japan-Institut, das zunächst der Wiener Völkerkunde angegliedert werden sollte. Es stand unter Leitung des japanischen Ethnologen Oka Masao, der 1933 sein Doktorat beim damaligen Professor für Völkerkunde Wilhelm Koppers, einem Schüler Wilhelm Schmidts, abgeschlossen hatte. Der Anschluss Österreichs an Hitler-Deutschland (1938) brachte zwar auch innerhalb der Universität eine Verschiebung des Japaninstituts zur Orientalistik mit sich, die kulturanthropologische Ausrichtung Okas blieb jedoch bestehen und sollte die Wiener Japanologie bis weit in die Nachkriegsjahre hinein prägen.  
Nach dem Zweiten Weltkrieg konzentrierte sich die deutsche Japanforschung wieder auf politisch unverfängliche Themen, insbesondere auf die Erforschung der traditionellen Kunst und Kultur Japans. Man sprach deshalb gelegentlich auch von einer „Teehäuschen-Japanologie“. Noch heute sind einige der deutschen Japanologien diesem traditionsbewussten Zweig zuzurechnen. Das Verdienst der klassischen Japan-Wissenschaft ist es unter anderem, Quellen erschlossen und insbesondere die vormoderne Kultur Japans erforscht zu haben. Mit der Verbreitung der Japanstudien an den Universitäten des In- und Auslands, insbesondere in den Vereinigten Staaten von Amerika, entwickelten sich in den vergangenen Jahrzehnten geistes- und gesellschaftswissenschaftliche Teildisziplinen der Japanologie, deren Spektrum heute alle wichtigen Bereiche des kulturellen, religiösen, gesellschaftlich-politischen und wirtschaftlichen Lebens in Japan in Vergangenheit und Gegenwart umfasst. 
Beim Übergang von der klassischen Japanologie zur modernen Japanforschung fand ein Paradigmenwechsel statt. Dieser begann an amerikanischen Universitäten, als praktische Erkenntnisse über den Kriegsgegner benötigt wurden. Die philologische Analyse der vormodernen japanischen Kultur trat zum Teil in den Hintergrund. Auch begann man, stärker als zuvor die Methodik diverser theoretisch-komparatistischer Disziplinen (Literaturwissenschaft, Sprachwissenschaft, Geschichtswissenschaft, Religionswissenschaft, Philosophie, Wirtschaftswissenschaften, Politikwissenschaft, Soziologie usw.) auf Japan anzuwenden. Das Bild des Japanologen änderte sich: Vom Generalisten und interessierten Laien, der im positiven Fall viele Jahre persönliche Erfahrung im Land gesammelt hatte, und ein breites Themenspektrum abdeckte, zum Spezialisten, der eine fundierte Kenntnis eines kleinen Teilgebiets der Japanforschung erwarb. In der Bundesrepublik Deutschland ist dieser Übergang teilweise mit den politisch-klimatischen Veränderungen der späten 1960er Jahre verbunden. Zeitgleich fand auch der wirtschaftliche Aufschwung Japans statt, der die Fragestellungen zu den Entstehungsbedingungen und Problemfeldern der Moderne in den Vordergrund rückte.

## Japanstudien im deutschen Sprachgebiet (Stand 2024)
Im deutschen Sprachgebiet wird Japanologie als eigenständiger Studiengang an 17 Universitäten angeboten. Weitere japanbezogene Studiengänge werden z. B. als Ostasienwissenschaften oder als Schwerpunkt in wirtschaftlichen oder rechtswissenschaftlichen Studiengängen an 10 weiteren Universitäten angeboten. Die Studierenden schließen ihr Studium überwiegend als Bachelor bzw. Master of Arts ab. Der Bachelor-Abschluss wurde für das Fach erstmals 1993 in Tübingen eingeführt. Aufgrund der vielfältigen Ausprägungen des Studiums und der Wissenschaft selbst, stehen Absolventen der Japanologie unterschiedliche Berufsmöglichkeiten offen. Diese umfassen Tätigkeiten in Wirtschaft, Forschung, nationalen und internationalen Organisationen und Bildungsinstitution. Kenntnisse der japanischen Sprache auf hohem Niveau werden dabei als wesentlich angesehen.

## Wissenschaftliche Vereinigungen
- Gesellschaft für Japanforschung e. V. (GJF)
- Vereinigung für sozialwissenschaftliche Japanforschung e. V. (VSJF)
- European Association for Japanese Studies (EAJS)

## Wissenschaftliche Konferenzen
- Deutschsprachige Japanologentage (alle 3 Jahre)[5]
- EAJS International Conferences (alle 3 Jahre)[6]
- Jahrestagungen der Vereinigung für sozialwissenschaftliche Japanforschung[7]